# Dan Dascalescu
Dan Dascalescu es un empresario rumano-estadounidense basado en Silicon Valley, cofundador el proyecto acelerador de empresas basado en un barco Blueseed en un intento para permitir que los empresarios abrir empresas cerca de Silicon Valley sin restricciones de visados de Estados Unidos. Previamente fue ingeniero de software en Yahoo! y es embajador para Seasteading Institute, una organización de investigación de comunidades en el océano.

## Biografía
Dascalescu nació en Rumania y emigró a Silicon Valley en otoño del 2004, después de enfrentar problemas con visado. Aplicó para residencia permanente en los Estados Unidos en el 2007 and received it in April 2013. Dascalescu se inspiró en las dificultadas de obtener su visa para fundarBlueseed, un acelerador de empresas nuevas que podrían evitar restricciones de inmigración al estar colocados en un barco en altamar.
Previo a Blueseed, Dascalescu trabajó en Yahoo! como un desarrollador de globalización de software y contribuidor de open-source, y se convirtió en embajador para el Seasteading Institute y fundó el foro "Quantified Self", una comunidad en línea de usuarios apasionados por el auto rastreo.
Mientras en Rumania, tradujo libros de redes TCPIP y de la construcción de aplicaciones web. Dascalescu tiene un grado de Ciencias de Computación, con artículos publicados en el modelaje del conocimiento y robótica.

## Blueseed
Blueseed es un proyecto de comunidad y empresa startup en el cual Dascalescu cofundó con colegas del Seasteading Institute Max Marty y Dario Mutabdzija, y también fungió como CIO. El proyecto se está preparando para lanzar un barco cerca de Silicon Valley para servir como Compañía Startup, comunidad e incubadora empresarial sin requerimientos de visa de trabajo de Estados Unidos. La plataforma está preparada para ofrecer espacios para oficinas y residencias, conectividad internet de alta velocidad, y servicio de transbordador al continente. La existencia del proyecto se debe a la falta de visas para empresarios en Estados Unidos. En vez de esto, los clientes pueden utilizar visas del tipo B (B1-B2) para viajar al continente, mientras que el trabajo será exclusivamente en el barco.
El 31 de julio de 2013, Dascalescu se convirtió en COO de Blueseed, después de que CEO Max Marty anunció su retiro de las operaciones diarias.

## Presentaciones
Dascalescu ha hablado en Stanford University y entrevistado en la BBC, Romanian TV station Nașul TV, TV Tokyo y France 2. después de su presentación en la conferencia Bitcoin 2013, he was interviewed on Free Talk Live.

## Personal
Los intereses de Dascalescu incluyen el transhumanismo, Prolongación de Vida, educación física y auto-cuantificación. Completó el programa P90X y presentó sus conclusiones en la conferencia 2011 Quantified Self, contrastando con el Protocolo Occam descrita por Tim Ferriss en Four Hour Body. Es un contribuidor open-source y partidario de Bitcoin.
Wall Street Rumania llamó a Dascalescu el "empresario Rumano #1 a seguir en el 2013.